# サンモービル

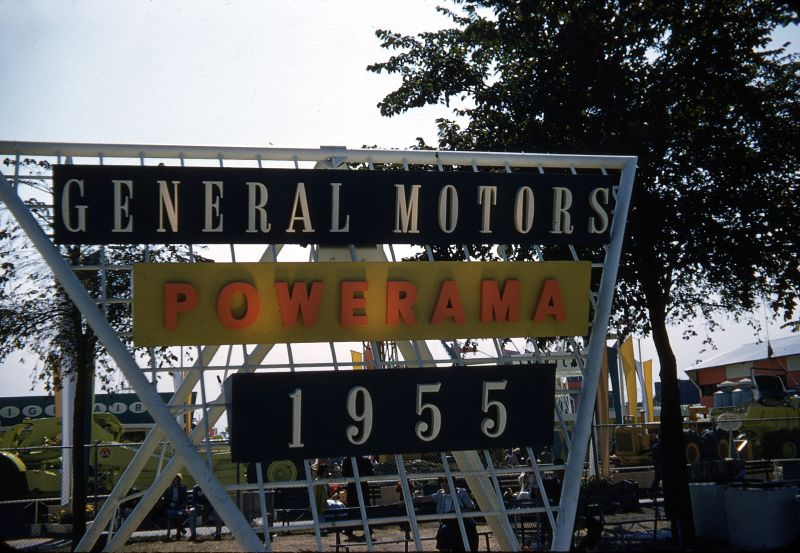
1955年、シカゴ自動車モトラマショウでのゼネラルモーターズの"Powerama"

サンモービル (Sunmobile) は太陽光を動力とする自動車模型である。 ゼネラルモーターズ社のWilliam G. Cobbが全長15インチの模型を製作して1955年8月31日にシカゴのゼネラルモーターズ自動車ショウで実演した。 自動車は未来的なつくりのジオラマで太陽エネルギーの可能性を実演した。それは縮小された模型だったので人が運転する事は出来なかった。

## 詳細
1955年に開催されたゼネラル モーターズ モトラマカーショウでのCobbの模型自動車はGeneral Motors Powerama.で見られる。ゼネラルモーターズは当時、太陽電池の効率が仮に100%でも12馬力しか得られず平均的な当時の自動車を走らせるには不十分だと見ていた。
Cobbは太陽光発電の分野を自動車ショウに取り入れ2000000人以上もの人々が見た。当時、全ての自動車はガソリンエンジンだった。Cobbのサンモービルはバルサで出来た屋根の上に12個のセレン太陽電池を備えていた。これらの太陽電池は直並列で接続され太陽光を直接電力に変換して小型の低慣性電動機を駆動して走った。電動機は2000 r.p.m.で回転して1.5Vの電圧で走行した。電動機の回転力は伝達軸に伝えられプーリーで後輪を駆動して車両は前進した。
模型自動車のバルサ材の車体には5つの区画があった。中央の2区画には電動機と駆動機構が備えられた。それらは精密な歯車で電動機から車輪へ伝達された。歯車比は3:1でモーターの歯車は最小で最大のギアが後輪を駆動する。これらの歯車は梯子型のチェーンでスプロケットと繋がる。ゴムタイヤは模型店で売られているもので直径1.5インチだった。後輪の軸の直径は1/8インチだった。太陽電池と電動機は標準的な20号銅線で接続された。